# Marvano
Marvano, właśc. Mark Van Oppen (ur. 29 kwietnia 1953 w Zolder) – belgijski ilustrator, rysownik i scenarzysta komiksowy. W Polsce znany głównie ze stworzonych we współpracy z Joem Haldemanem komiksów Wieczna wojna, Wieczna wolność i Dallas Barr oraz autorskiej trylogii Berlin.

## Życiorys
Urodził się jako syn górnika i miał podążyć w jego ślady – jednak kryzys ekonomiczny, który dotknął m.in. Belgię w latach 70. zmienił te plany. Młody van Oppen studiował projektowanie wnętrz w Provinciaal Hoger Architectuur Instituut w Hasselt. Pracował w zawodzie niemal dekadę. W międzyczasie rysował – jako fan komiksu, od dzieciństwa tworzył, jako nastolatek próbował też wysyłać swoje prace do wydawnictw. Od 1978 publikował swoje ilustracje w magazynie fantastycznym Orbit. Wtedy powstał jego pseudonim artystyczny – Marvano (połączenie pierwszych sylab jego pełnego nazwiska). Jego rysunki zaczęły pojawiać się w kolejnych publikacjach.
W 1982 Marvano został redaktorem prowadzącym holenderskiego magazynu komiksowego Tintin, dzięki czemu zrezygnował z etatu jako projektant wnętrz. W 1986 został redaktorem prowadzącym w wydawnictwie komiksowym Den Gulden Engel, które jednak stosunkowo szybko upadło. Nadal zajmował się rysunkiem, publikując krótkie historie w różnych antologiach i magazynach. Zaczął też prace nad dłuższymi formami, które ujrzały światło dzienne dopiero lata później.
Pierwszy słynny komiks, Wieczna wojna, napisał i narysował za pozwoleniem Joego Haldemana, którego poznał na konwencie fantastycznym w Gandawie. Komiks ukazał się w 1988 i przyniósł mu sławę.
W sierpniu 2018 Marvano ogłosił przejście na komiksową emeryturę.